# Vodni (Adiguesia)
Vodni (del ruso: Водный) es un pueblo (posiólok) del raión de Krasnogvardéiskoye en la república de Adiguesia de Rusia. Está situado al inicio del embalse de Krasnodar, 6 km de Krasnogvardéiskoye y 76 km al noroeste de Maikop, la capital de la república. No tenía población constante en 2010
Pertenece al municipio de Jatukái.

## Historia
La localidad fue fundada en 1879 como jútor de la familia Subotin, por lo que es denominado Subotinij o Subotin. En 1926 vivían en el jútor 17 personas. Tras la revolución de octubre de 1917, es denominado Pobedonostsev nº6. Con la construcción del embalse Tshchikskoye, precedente del embalse de Krasnodar, recibe su nombre actual. En 1958 recibió el estatus de posiólok (asentamiento) de tipo rural. En 1997 tenía 12 habitantes. La crecida de las aguas del Kubán en 2002 danó seriamente la población, por lo que ésta fue evacuada a Krasnogvardéiskoye y Jatukái.